# Joachim Ahlgren Bloom
Joachim Ahlgren Bloom, född 1974 i Saltsjöbaden, är en ishockeytränare från Stockholm.
~Bloom jobbar som ishockeytränare och är en av ägarna i JRM Skates and Skills sedan 2012. Innan dess har han arbetat 10 år inom ishockey med Ishockeygymnasium, pojklag, J18, J20 och AIK ishockey dam som han även vann SM-guld med 2004 och EM-guld 2004. Han har även varit tränare i SDE Hockey där med J18 Elit under 5 år.
Utöver detta så har Bloom arbetat som utbildare på Stockholms Ishockeyförbund, Svenska Ishockeyförbundet, Tyska Ishockeyförbundet, Schweiziska ishockeyförbundet och Internationella Ishockeyförbundet. Hah har varit coach för Stockholms TV-puck lag pojkar födda 1996. Två spelare från hans J18 lag i SDE tillhörde även Toronto Maple Leafs organisation, William Nylander och Dmytro Timasjov. Han har även varit tränare för en annan svensk NHL-spelare, Alexander Nylander.